# Eduard Toda i Güell
Eduard Toda i Güell (Reus, 9 gennaio 1852 – Monastero di Santa Maria di Poblet, 26 aprile 1941) è stato un diplomatico, bibliografo ed egittologo spagnolo.
Presidente dell'Academia de buenas letras di Barcellona, è noto per aver pubblicato diversi scritti sulla Cina e sull'Egitto, in cui fu inviato come diplomatico, e come studioso e bibliografo delle relazioni culturali tra la Spagna e l'Italia.

## Biografia
Studiò alla Escuelas Pías de Reus, dove prese il diploma di scuola superiore in Arte nel 1869. Fu amico d'infanzia di Antoni Gaudí, e insieme a Josep Ribera i Sans elaborò un progetto di restauro del Monastero di Poblet. Eduard Toda aveva grandi doti intellettuali e dominava numerose lingue. Studiò, oltre alla cultura egizia, quella cinese, la filippina e la giapponese e i suoi lavori furono tradotti in varie lingue, soprattutto in portoghese e in inglese. Studiò Giurisprudenza in Madrid, e formò parte del corpo diplomatico nel 1873. La sua professione lo portò a ricoprire diversi posti consolari nel Estremo Oriente tra gli anni 1876 e 1882. Tornato in Spagna dopo sei anni di servizi all'estero, rimase nella sua Reus dalla fine dell'anno 1882 fino al 1884, anno in cui si trasferì a Il Cairo come Console Generale di Spagna. Arrivò ad Alessandria il 17 aprile 1884 a bordo del vaporetto Tanjore della flotta Peninsulare & Orientale Inglese, secondo le sue dichiarazioni dopo un pessimo viaggio per il mare Adriatico e l'arcipelago greco, e rimase in Egitto fino al 1886 realizzando vari viaggi per il paese. Lì fece amicizia con Gaston Maspero, in quel momento direttore del Servizio di Antichità.

## Viaggi

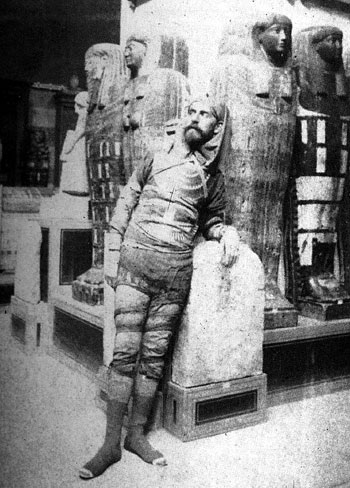
Eduard Toda vestito come una mummia, Museo egizio (Il Cairo).

Toda viaggiò per tutto il Delta del Nilo e visitò anche Sais, Mendes, Bubastis e Atribis. Nelle vicinanze del Cairo, le rovine di Eliopoli dove vide l'obelisco di Sesostri I. Esplorò anche le zone di Giza e Saqqara. Vicino alla Grande Piramide di Giza, presenzia alla scoperta di una tomba appartenente a un personaggio il cui nome trascrive Toda come Kemkaf, datata nella Dinastia IV. Menziona, a proposito della Sfinge di Giza, una stele esistente nel Museo di Boulaq che contiene un'iscrizione che fa riferimento al momento in cui fu costruita la Grande Piramide, al tempo di Cheope, e l'ordine dato da questo re di restaurare la Sfinge, cosa che lo portò a pensare che questo monumento era anteriore al periodo dell'Antico Regno, datandolo nell'epoca Tinita. In Saqqara, realizzerà riproduzioni dei rilievi delle mastaba di Ti e Ptahhotep. In direzione Sud, arriva fino a Meidum dove visita la piramide di Seneferu, e si avvicina fino alle piramidi di El-Lisht. Tuttavia, sembra che non sia arrivato a stare veramente nelle tombe ipogeiche di Beni Hasan.
Visitò "una grotta di una serie di queste"; sembra riferirsi alla tomba di Hapi-Dyefa, principe di Asyūṭ, della Dinastia XII, che riceve effettivamente il nome arabo di Stabi Antar, "la grotta di Antar"; in questa tomba si trovarono importanti testi giuridici, in quell'epoca ancora inediti.
Si fermò alcuni giorni nelle pianure di Tebe a causa degli scavi del tempio di Luxor e del ritrovamento del sepolcro di Son Notem, scoperto vicino a Deir el-Medina. A quanto pare, Toda aveva già visitato Luxor nel 1885, di modo che dimostra conoscere molto bene questo posto. Le sue fotografie sono documenti rivelatori dello stato di questo edificio anteriormente alla sua definitiva pulizia. Il poema di Pentaur e la battaglia di Qadeš, rappresentate nel pilone di Ramses II, attirano molto la sua attenzione.
Ma l'evento archeologico che lo unirà indissolubilmente all'egittologia è la scoperta e apertura di una tomba intatta nel febbraio del 1886; si trattava della tomba di Sennedjem, nella necropoli della città operaia situata in Deir el-Medina. Il racconto della scoperta si trova nella monografia dedicata alla tomba, nella serie Estudios Egiptológicos, nel capitolo XXV di A través del Egipto. Redige l'inventario del museo Boulaq e fa delle fotografie, a partire dalle quali, l'eccellente artista che fu José Riudavets elaborò le acqueforti che avrebbero illustrato la pubblicazione; allo stesso modo copia i testi che tradurrà aiutato da Bouriant. Il contenuto della tomba, a eccezione dei pezzi che Toda portò in Spagna, (oggi sono parte dei fondi del Museo Arqueológico Nacional e della Biblioteca Museo Víctor Balaguer), è esposto nella Sala 17 del Museo egizio del Cairo.

## Contributi all'egittologia

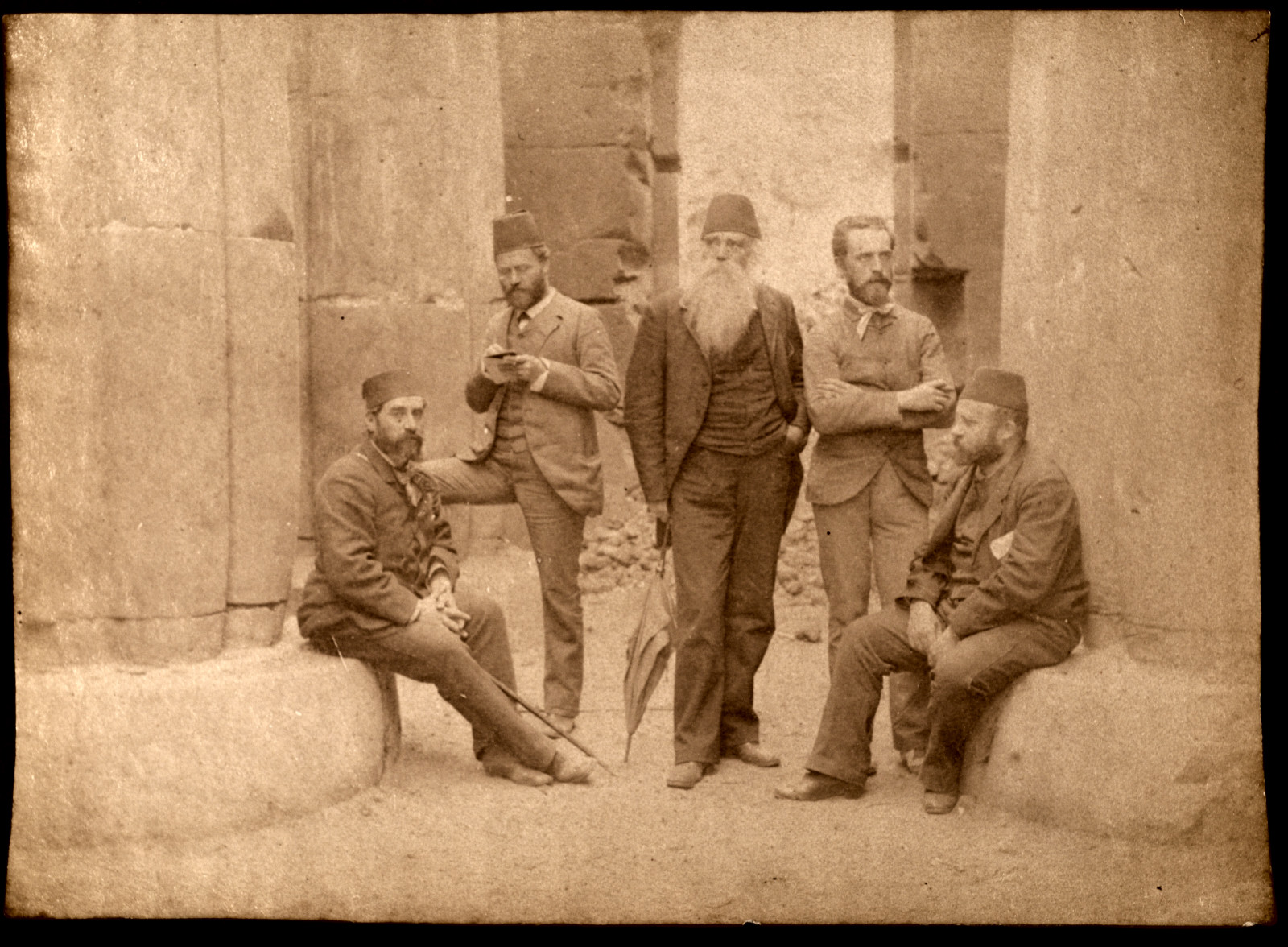
Eduard Toda, secondo da sinistra, con Gaston Maspero durante il suo soggiorno in Egitto, 1886.

Toda scrisse e pubblicò diverse monografie su questioni di egittologia. L'opera principale che uscì dalla sua penna è A través del Egipto (Madrid, 1889), in cui racconta un gran numero di esperienze e osservazioni realizzate durante la sua permanenza in Egitto. Un'altra iniziativa è stata la creazione di una serie di pubblicazioni, i suoi Estudios Egiptológicos, con l'intenzione di creare in Spagna una pubblicazione permanente che contenesse le future attività d'investigazione egittologica in Spagna. Questa serie soltanto incluse tre titoli, tutti e tre di Toda: Sesotris (Madrid, 1886), La muerte en el Antiguo Egipto (Madrid, 1887) e Son Notem en Tebas: inventario y textos de un sepulcro egipcio de la XX dinastia (Madrid, 1887).
Secondo le sue affermazioni nella conferenza che diede in Vilanova i la Geltrù il 16 maggio 1886, con motivo dell'inaugurazione dell'esposizione della appena creata «Collezione Egizia del Museo Balaguer», voleva dar vita all'egittologia in Spagna e portare questa scienza alla stessa grandezza che viveva in altri luochi d'Europa. Le sue opere si completano con l'elaborazione del Catálogo de la Colección Egipcia de la Biblioteca-Museo Balaguer (Madrid, 1887), incluso i pezzi egizi portati in Spagna e consegnati a questa istituzione per la sua esposizione, e la sua monografia su Las Momias Reales de Boulaq (Madrid, 1889), nella quale descrive e analizza tutto il processo della scoperta delle mummie dei faraoni del Nuovo Impero nel nascondiglio di Deir el-Bahari che lui doveva conoscere bene data la sua speciale relazione con Maspero durante il suo soggiorno in Egitto.
Toda si disfece della sua collezione di antichità egizie negli anni posteriori, vendendo parte di loro al Museo Arqueológico Nacional di Madrid, e cedendo il resto al Museo Víctor Balaguer di Vilanova i la Geltrù. Rimase inedito e senza pubblicare un manoscritto intitolato El Antiguo Egipto. Toda morì il 26 aprile 1941 e i suoi resti si trovano nel Monastero di Poblet.

## Opere
- Poblet. Recorts de la Conca de Barbera, Barcellona, Estampa de la Renaixensa, 1883.
- Estudios Egiptológicos. Serie di tre titoli, Sesostris, Madrid, 1886; La muerte en el Antiguo Egipto, Madrid, 1887 e Son Notem en Tebas: inventario y textos de un sepulcro egipcio de la XX dinastía, Madrid, 1887.
- Catálogo de la Colección Egipcia de la Biblioteca-Museo Balaguer (Madrid, 1887).
- Un poble català d'Itàlia: l'Alguer, Barcelona, 1888.
- A través del Egipto (Madrid, 1889).
- Las Momias Reales de Bulaq (Madrid, 1889).
- La poesía catalana á Sardenya, 1889.
- Bibliografía española de Cerdeña, Tipografía de Los Huérfanos (Madrid, 1890).
- Historia de la China, Madrid: El Progreso Editorial, 1893.
- Bibliografía españyola d'Italia, 1927-1931.
- El Antiguo Egipto, manoscritto inedito.